# Kanope

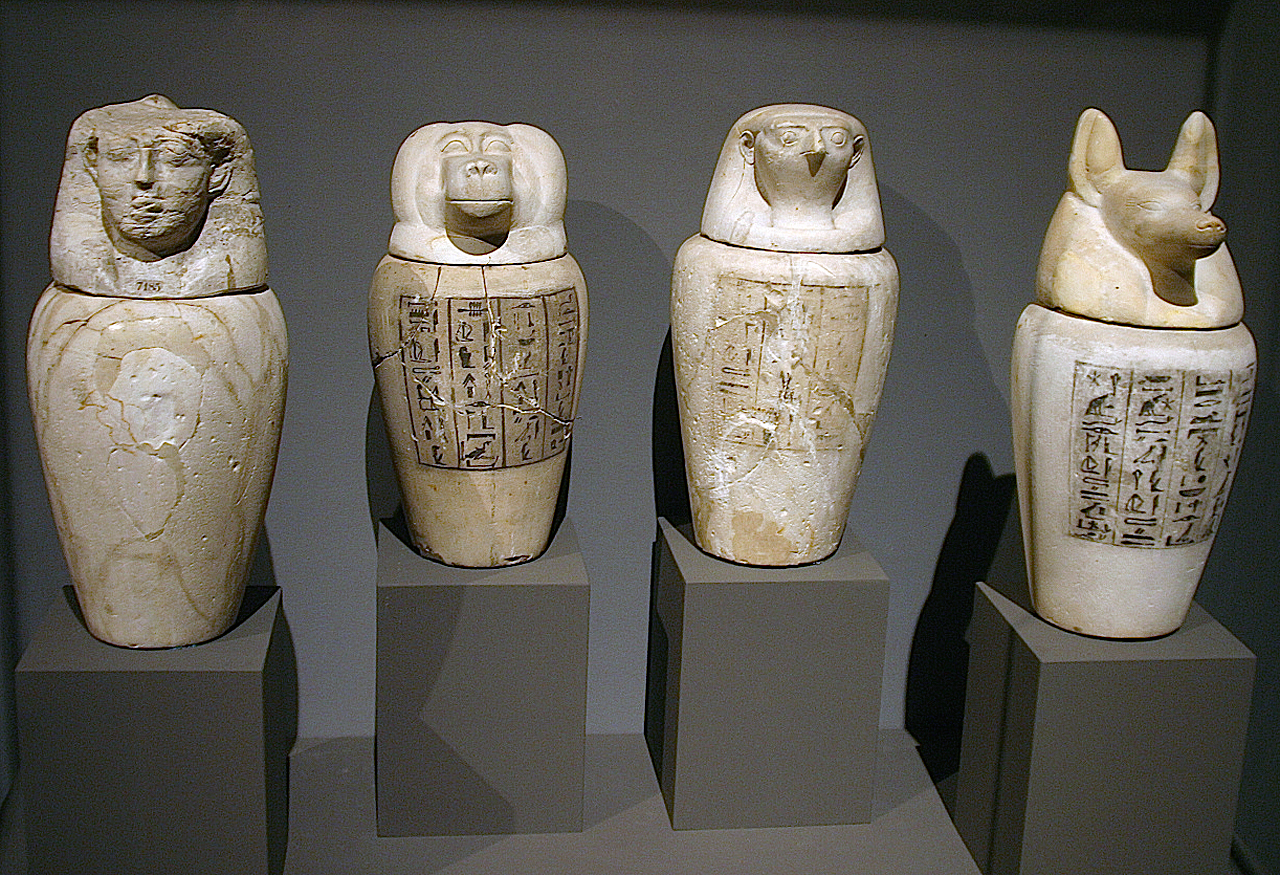
Kanopenkrüge: Amset, Hapi, Duamutef, Kebechsenuef (19. Dynastie, Ägyptisches Museum Berlin)

Als Kanopen (auch Kanopenkrüge oder -vasen) werden in der Ägyptologie die Gefäße bezeichnet, in denen bei der Mumifizierung die Eingeweide separat vom Leichnam beigesetzt wurden.

## Namensableitung und Darstellung
Der Name leitet sich von der Darstellung von Osiris-Canobus ab, der durch die Verschmelzung des Kanopos und des Osiris entstand. Die Darstellung erfolgte als Vase oder eiförmiges Objekt mit menschlichem Kopf. Infolgedessen wurden in der Ägyptologie alle derartigen in Gräbern gefundenen Gefäße als „Kanopen“ bezeichnet.

## Geschichte

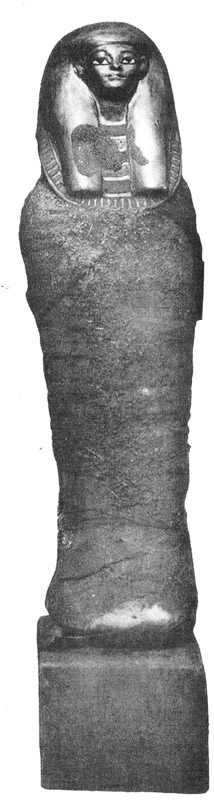
Leber als Miniaturmumie mit Maske

Die ältesten Kanopen sind vom Ende der 4. Dynastie von Meresanch III. bekannt. Kanopen aus der 5. Dynastie sind bereits häufig. Sie sind vasenförmig, zunächst unbeschriftet und mit einem flachen Deckel versehen. Die Gefäße bestanden in früher Zeit aus Ton, Alabaster und Kalkstein. Viele Kanopen des Alten Reiches sind beschädigt in die Grabkammer deponiert worden. In ihnen fanden sich keinerlei Reste von Eingeweiden. Sie sind wahrscheinlich bei Mummifizierungsritualen vor dem Begräbnis benutzt worden und dann leer ins Grab gelegt worden. Ab dem späten Alten Reich waren die Kanopen teilweise beschriftet, in dem Mittleren Reich mit menschenköpfigen Deckeln versehen.
In der Regel findet man in den Gräbern vier Kanopenkrüge, in denen die Eingeweide beigesetzt wurden. Seit dem Mittleren Reich standen die inneren Organe unter dem Schutz der vier Horussöhne, den Schützgöttern der Kanopen:
- Duamutef für den Magen, seit der 19. Dynastie als Falke dargestellt[2][3][4][5],
- Amset für die Leber, menschengestaltig,
- Hapi für die Lunge, seit der 19. Dynastie als Affe (Pavian) dargestellt und
- Kebechsenuef für das Gedärm zuständig, seit der 19. Dynastie als Schakal dargestellt.[2][3][4][5]

Im Neuen Reich und der Dritten Zwischenzeit gibt es vereinzelte Belege dafür, dass die Eingeweide als Miniatur-Mumien eingesargt und erst dann in den Kanopen beigesetzt wurden. Diese sahen aus wie Miniaturmumien und konnten sogar eine kleine Maske tragen. Die Deckel der Kanopen bekamen in der Amarna-Zeit individualisierte menschliche Züge des Verstorbenen (siehe Tutanchamun). Seit der 19. Dynastie trugen die Deckel der Gefäße die charakteristischen Tierköpfe der sie beschützenden Götter.
Das Vorhandensein der Kanopen in den Gräbern schien wichtiger als die ursprüngliche sachliche Funktion gewesen zu sein: so fand man Mumien, deren Eingeweide nicht entnommen waren. In der zweiten Hälfte der Dritten Zwischenzeit wurde gänzlich auf Kanopen verzichtet; die Eingeweide wurden in den Körper zurückgelegt und von Wachsfiguren der Horussöhne beschützt. Aus dieser und der Spätzeit sind auch Scheinkanopen ohne inneren Hohlraum bekannt.

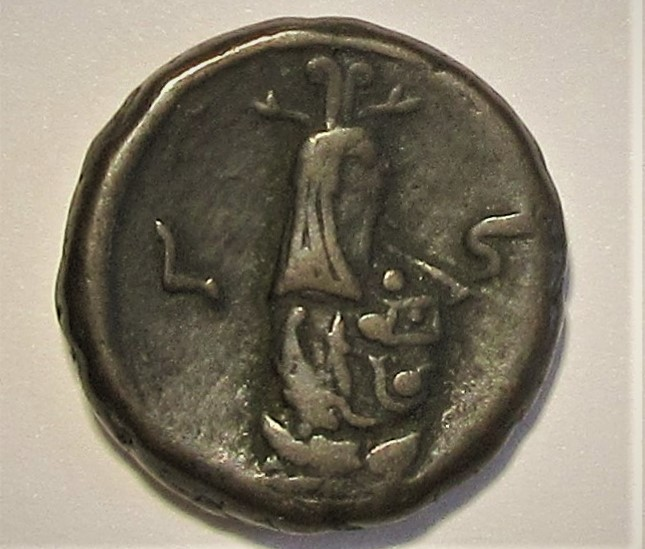
Kanopos auf Münze aus Alexandria, L S (Jahr 6) Kaiser Hadrian

Als typisch ägyptisches Motiv werden Kanopen auch noch in der frühen Zeit als römische Provinz auf in Alexandria geprägten Münzen dargestellt.